# 1820-as évek
Évszázadok: 18. század · 19. század · 20. század
Évtizedek: 1770-es évek · 1780-as évek · 1790-es évek · 1800-as évek · 1810-es évek · 1820-as évek · 1830-as évek · 1840-es évek · 1850-es évek · 1860-as évek · 1870-es évek
Évek: 1820 · 1821 · 1822 · 1823 · 1824 · 1825 · 1826 · 1827 · 1828 · 1829

## Események
- A Szent Szövetséggel szemben Dél-Európában létrejön az első ellenállási mozgalom.
- Katonatisztek alkotmány kiadására kényszerítik a trónjukra visszahelyezett uralkodókat.
- A Szent Szövetség hadseregei leverik a mozgalmakat.
- 13 év szünet után összeül a magyar országgyűlés, kezdetét veszi a Reformkor